# 처융리
처융리(중국어: 车永莉, 병음: Chē Yǒnglì, 한자음: 차영리, 1980년 1월 28일 ~ )는 중화인민공화국의 배우이다. 쓰촨성 청두시에서 태어났다.

## 영화
- 흑백조상관 (2017년)
- 올 포 유 (2012년)
- 틈관동 2 (2009년)
- 노래하는 요정 (2009년)
- 건국대업 (2009년)
- 콜 포 러브 2 (2008년)
- 콜 포 러브 (2007년)